# Stefano Dianda
Stefano Dianda (Lucca, 28 luglio 1966) è un ex calciatore italiano, di ruolo difensore.

## Carriera
Ha iniziato nelle giovanili del Pisa, dove debutta in prima squadra nel campionato di Serie A 1983-1984. Rimane in nerazzurro complessivamente per otto stagioni, tre anni in Serie B e cinque in Serie A, conquistando tre promozioni in massima categoria nelle stagioni 1984-1985, 1986-1987 e 1989-1990, e lasciando la squadra dopo la retrocessione in cadetteria del 1991.
Successivamente gioca in Serie C2 nella Carrarese e nel Novara, prima di scendere in varie squadre dilettantistiche della provincia di Lucca, dove chiuderà la carriera. Ha totalizzato complessivamente 45 presenze in Serie A, con una rete all'attivo – in occasione del pareggio esterno del Pisa con l'Ascoli del 22 novembre 1987 –, e 19 presenze in Serie B.

## Palmarès

### Club

#### Competizioni nazionali
- Campionato italiano di Serie B: 1

Pisa: 1984-1985

#### Competizioni internazionali
- Coppa Mitropa: 2

Pisa: 1985-1986, 1987-1988